# 短序落葵薯
短序落葵薯（学名：[Anredera scandens] 错误：{{Lang}}：文本有斜体标记（帮助））为落葵科落葵薯属的植物。分布在美洲热带以及中国大陆的广东、福建等地，一般生于干季，目前已由人工引种栽培。